# Poroskő
Poroskő (ukránul: Порошково) település Ukrajnában, Kárpátalján, az Ungvári járásban.

## Fekvése
Perecsenytől délkeletre, a Sipot patak (a Turja jobb oldali forrásvize) mellett, Turjavágás, Turjamező, Turjasebes közt fekvő település.

## Története
1910-ben 2012 lakosából 40 magyar, 126 német, 1846 ruszin volt. Ebből 20 római katolikus, 1857 görögkatolikus, 130 izraelita volt. A trianoni békeszerződés előtt Ung vármegye Perecsenyi járásához tartozott.

## Népesség
A 2001-es népszámlálás adatai alapján a települést 3821-en lakták, melyből 92% ukrán, 6% román anyanyelvűnek vallotta magát. A poroskői román közösség, akik magukat a voloh (vö. vlah) névvel illetik, a ruszin falurésztől teljesen elkülönülve, a Sipot patak túloldalán lévő településrészben koncentrálódnak. Becslések szerint a poroskői "voloh"-ok aránya a településen sokkal magasabb az anyanyelvi adatok által sugallt 6%-nál (akár a település 40%-a) a körükben tapasztalható hatalmas gyermekszámnak köszönhetően. Nyelvük ukránnal erőteljesen vegyített archaikus román nyelv.

## Híres emberek
- Mihalina Mihály labdarúgó, Kárpátalja első érdemes sportmestere